# Teploosjorsk
Teploosjorsk (russisch Теплоозёрск) ist eine Siedlung städtischen Typs in der Jüdischen Autonomen Oblast (Russland) mit 4311 Einwohnern (Stand 14. Oktober 2010).

## Geographie
Die Siedlung liegt im Kleinen Hinggan-Gebirge am linken Ufer des Amur-Nebenflusses Bira, etwa 80 km Luftlinie westnordwestlich der Republikhauptstadt Birobidschan.
Teploosjorsk gehört zum Rajon Oblutschje und ist von dessen Verwaltungszentrum Oblutschje etwa 60 km in östlicher Richtung entfernt.

## Geschichte
Der Ort entstand in den 1920er-Jahren im Zusammenhang mit der Errichtung eines Fischzuchtbetriebes an einem mit der Bira verbundenen, im Winter nicht zufrierenden See, der deshalb Tjoploje osero (‚Warmer See‘) genannt wird. Der See gab der Siedlung den Namen. Später wurde ein Zementwerk errichtet, das auf denselben Kalksteinvorkommen basiert wie das Kalkwerk im östlich benachbarten Londoko. 1958 erhielt Teploosjorsk den Status einer Siedlung städtischen Typs.

### Bevölkerungsentwicklung
| Jahr | Einwohner |
| ---- | --------- |
| 1959 | 7504      |
| 1970 | 6562      |
| 1979 | 6485      |
| 1989 | 5775      |
| 2002 | 5124      |
| 2010 | 4311      |

Anmerkung: Volkszählungsdaten

## Wirtschaft und Infrastruktur
Ortsbildendes Unternehmen ist das Zementwerk östlich des Ortes (Tochter von Wostokzement). Daneben gibt es einen neuen Holzverarbeitungsbetrieb in chinesischem Besitz.
In Teploosjorsk befindet sich die Station Tjoploje Osero der Transsibirischen Eisenbahn (Streckenkilometer 8260 ab Moskau). Nördlich wird die Siedlung von der neuen Trasse der Fernstraße M 58 Amur von Tschita nach Chabarowsk umgangen, Teil der transkontinentalen Straßenverbindung.